# بیمارستان بکومبرگا
بیمارستان بکومبرگا (به انگلیسی: Beckomberga Hospital) بیمارستانی در شهر شهرستان استکهلم کشور سوئد است که در سال ۱۹۳۵ میلادی ساخته شده است.